# Красно-пёстрая (порода коров)
Красно-пёстрая — порода крупного рогатого скота мясо-молочного направления продуктивности. Выведена путем скрещивания симментальских коров с быками красно-пестрой масти голштинской породы.

## История
Красно-пёстрая порода выведена в России путем скрещивания симментальских  коров с быками красно-пестрой масти голштинской породы в 1980-1998 гг. Порода утверждена в 1998 г. 
Порода создавалась в Центрально-Чернозёмном, Поволжском, Западно-Сибирском и Восточно-Сибирском регионах. Для скрещивания использовались высокоценные быки-производители из США и Канады. Выбор широкой зоны для создания породы и обширный ареал распространения были связаны с необходимостью создать унифицированную конкурентоспособную породу, соответствующую современным экономическим требованиям в различных регионах России.
Предполагалось объединить мясные качества животных симментальской породы, их способность к продуктивному долголетию и приспособленность к местным условиям с высокой молочной продуктивностью, формой вымени, молочным типом телосложения голштинской породы.
Дальнейшая племенная работа с красно-пестрой породой направлена на повышение молочной продуктивности животных, но  повышение кровности свыше 3/4 по красно-пестрой голштинской породе нецелесообразно, так как может вызвать снижение мясных качеств и жизнеспособности у коров. Кроме того, уделяется достаточное внимание приспособленности животных к природно-климатическим условиям разведения. Улучшение показателей продуктивности породы ведется и на основании оценки племенной ценности быков-производителей.
У коров симментальской породы срок продуктивного долголетия колеблется от 3,4 до 4,6 лактаций.
Продолжительность хозяйственного использования молочных коров в среднем по России находится в пределах 2,8-3,2 лактации. Высокопродуктивные коровы голштинской и голландской пород имели самый короткий период продуктивного использования 2,4 лактации. 
В модель коровы новой красно-пестрой породы включались следующие минимальные значения селекционного стандарта: удой полновозрастных коров — 5000-5500 кг молока; содержание в молоке жира — 3,70-3,80%, белка — 3,20-3,40%, интенсивность молоковыведения — 1,6-1,8 кг/мин; возраст коров при первом отеле — 27 месяцев, живая масса телок в возрасте 10 месяцев — 250 кг, 15 месяцев — 300 кг, 18 месяцев — 380-420 кг.
Живая масса коров-первотелок 530-550 кг, полновозрастных — 600-650 кг, высота в холке коров 132-138 см, быков — 140-145 см; обхват груди коров — 195-200 см, быков — 230-235 см.

## Характеристика
Молочная продуктивность составляет 5000-6500 кг молока жирностью 3,8-3,9%, содержание белка 3,2-3,4%.
Более 80% коров имеют вымя чашеобразной формы. Индекс вымени 42-43%, интенсивность молоковыведения 1,6-1,8 кг/мин.
Красно-пестрые животные имеют типичный для голштинской породы молочный тип телосложения. Живая масса взрослых коров 550-650 кг, телята рождаются живой массой 35-37 кг. В 12 месяцев телки весят 250-300 кг, в 16-18 месяцев — 380-400 кг.
Мясная продуктивность высокая. Убойный выход у бычков 15-18-месячного возраста составляет 56-60%.
В 2020 году в Алтайском крае среди животных красно-пёстрой породы наиболее высокие удои получены от коров племенного репродуктора «Чистюньский» Топчихинского района. От коровы Урсулы получено 10 397 килограммов молока, от Жемчужины - 10 237 килограммов. 
В 2021 году в племенных хозяйствах от красно-пестрых особей-рекордсменок получают надои 13000—16000 кг молока.  .

## Распространение
Порода разводится в 10 регионах России, удельный вес скота этой породы в общей численности крупного рогатого скота нашей страны составляет около 6%. Основной массив скота этой породы находится в Белгородской, Воронежской областях, Татарстане и Мордовии, Алтайском и Красноярском краях.
Планируется создать внутрипородные зональные типы скота красно-пестрой породы — «Сибирский», «Поволжский» и «Центрально-чернозёмный».
Лучшие племенные хозяйства: ОАО ПЗ «Красный Маяк» и ЗАО «Назаровское» Красноярского края, ЗАО «Должанское» и ЗАО «Большевик» Белгородской области, ЗАО «Подгорное» и СХА «Рассвет» Воронежской области.